# ZNF576
ZNF576 (англ. Zinc finger protein 576) – білок, який кодується однойменним геном, розташованим у людей на короткому плечі 19-ї хромосоми. Довжина поліпептидного ланцюга білка становить 170 амінокислот, а молекулярна маса — 18 890.
| 10         |  | 20         |  | 30         |  | 40         |  | 50         |
| ---------- |  | ---------- |  | ---------- |  | ---------- |  | ---------- |
| MEDPNPEENM |  | KQQDSPKERS |  | PQSPGGNICH |  | LGAPKCTRCL |  | ITFADSKFQE |
| RHMKREHPAD |  | FVAQKLQGVL |  | FICFTCARSF |  | PSSKALITHQ |  | RSHGPAAKPT |
| LPVATTTAQP |  | TFPCPDCGKT |  | FGQAVSLRRH |  | RQMHEVRAPP |  | GTFACTECGQ |
| DFAQEAGLHQ |  | HYIRHARGEL |  |            |  |            |  |            |

A: Аланін

C: Цистеїн

D: Аспарагінова кислота

E: Глутамінова кислота

F: Фенілаланін

G: Гліцин

H: Гістидин

I: Ізолейцин

K: Лізин

L: Лейцин

M: Метіонін

N: Аспарагін

P: Пролін

Q: Глутамін

R: Аргінін

S: Серин

T: Треонін

V: Валін

Задіяний у таких біологічних процесах, як транскрипція, регуляція транскрипції. 
Білок має сайт для зв'язування з іонами металів, іоном цинку, ДНК. 
Локалізований у ядрі.